# Дердо, Александр Викторович
Александр Викторович Дердо (укр. Олександр Вікторович Дердо; род. 3 февраля 1979, Ильичёвск, Одесская область) — украинский футбольный арбитр ФИФА. Хобби — автомобили, техника.

## Краткая информация
Александр Дердо обслуживает матчи Премьер-лиги с 2007 года. В 1997 году стал обслуживать матчи региональных соревнований Одесской области. С 1999 года, в течение двух лет, стал обслуживать матчи любительских соревнований. С 2001 года начал работать на матчах на профессиональном уровне. Основное место работы — Федерация футбола Ильичёвска. Сын бывшего арбитра и главы комитета арбитров Украины Виктора Дердо.